# Нікі (футбольний клуб, Волос)
Нікі Волос (грец. Γ.Σ. Νίκη Βόλου) — грецький футбольний клуб, який базується в місті Волос, у номі Магнісія. На цей час виступає у Суперлізі. З 2015 року виступає в Гамма Етнікі.

## Історія
19 серпня 1924 року засновано клуб Нікі Волос. Спочатку виступав як аматорський клуб. В 1961 році отримала першу нагороду — чемпіон Футбольної ліги 1960-61. У 2014 році отримав путівку в Суперлігу (як чемпіон Футбольної ліги). 
На емблемі клуба зображена грецька богиня Ніке, яка є відображенням статуї Ніки Самофракійської.

## Нагороди
Футбольна ліга
Переможці (2): 1960-61, 2013-14
Футбольна ліга 2
Переможці (2): 1975-76, 1995-96
Дельта Етнікі
Переможці (2): 1992-93, 2001-02

## Поточний склад
Станом на 3 липня 2014
| №  | Поз. | Нац.       | Гравець                        |
| -- | ---- | ---------- | ------------------------------ |
| 1  | ВР   | Греція     | Dimitrios Tairis               |
| 2  | ЗХ   | Греція     | Theodoros Papoutsoyiannopoulos |
| 3  | ПЗ   | Греція     | Гіоргос Махлеліс               |
| 4  | ЗХ   | Бельгія    | Йонас Івенс (капітан)          |
| 5  | ПЗ   | Греція     | Стеліос Цуканіс                |
| 6  | ЗХ   | Нідерланди | Кес Лейкс                      |
| 7  | НП   | Греція     | Giannis Koreta                 |
| 8  | ПЗ   | Греція     | Grigoris Kyziridis             |
| 9  | НП   | Албанія    | Васіл Шкуртай                  |
| 10 | НП   | Греція     | Nikos Giannitsanis             |
| 11 | НП   | Греція     | Александрос Музакітіс          |
| 12 | ВР   | Греція     | Александрос Табакіс            |
| 14 | ПЗ   | Бразилія   | Рожеріо Мартінс                |

| №  | Поз. | Нац.      | Гравець                  |
| -- | ---- | --------- | ------------------------ |
| 15 | ПЗ   | Греція    | Evangelos Anastasopoulos |
| 16 | ЗХ   | Греція    | Янніс Сотіракос          |
| 17 | ЗХ   | Греція    | Aristotelis Karassalidis |
| 18 | ЗХ   | Греція    | Angelos Argyris          |
| 19 | НП   | Австралія | Роберт Стамболзіев       |
| 20 | ПЗ   | Албанія   | Neti Mece                |
| 21 | ЗХ   | Греція    | Giannis Kantartzis       |
| 22 | ПЗ   | Греція    | Костас Коцарідіс         |
| 23 | ПЗ   | Греція    | Юркас Нікліціотіс        |
| 24 | ЗХ   | Греція    | Nikos Argyriou           |
| 25 | ВР   | Греція    | Giorgos Dimizas          |
| 26 | ЗХ   | Греція    | Нікос Марінакіс          |
| 66 | НП   | Греція    | Christos Tzioras         |